# TV Equatorial
TV Equatorial é uma emissora de televisão brasileira sediada em Macapá, capital do estado do Amapá. Opera no canal 14 UHF digital e é afiliada à TV Cultura. Pertencente ao Z Sistema Equatorial de Comunicação, de propriedade do empresário José de Matos Costa, que também controla a Rádio Equatorial e a Equatorial FM.

## História
A concessão do canal 8 VHF de Macapá foi outorgada através de decreto assinado pelo presidente João Figueiredo em 15 de setembro de 1981, ao empresário José de Matos Costa, o Zelito, proprietário da Rádio Equatorial, que teve o apoio político do então governador do território federal do Amapá, Aníbal Barcelos, para consegui-la. Devido a pouca informação disponível sobre a história da emissora, não se sabe ao certo quando se iniciaram as transmissões da TV Equatorial. O registro mais antigo referente a ela é datado de 29 de setembro de 1983, sobre a sua primeira transmissão externa ao vivo. Neste dia, o repórter Nilson Montoril cobriu ao vivo o retorno do governador Aníbal Barcellos à Macapá, após uma reunião feita em Brasília com o ministro do interior Mario Andreazza, para transformar o então território federal do Amapá em um estado da federação a partir de 1984. Tal status, no entanto, só foi possível depois de aprovada a Constituição de 1988.
A emissora inicialmente transmitia a programação da Rede Bandeirantes, e entre 1985 e 1987 exibia aos domingos o Programa Silvio Santos, produzido pelo SBT, expediente similar ao adotado pela TV Cidade de Fortaleza, Ceará. Em outubro de 1987, a TV Equatorial deixa a Rede Bandeirantes e passa a ser afiliada da Rede Manchete. Nessa mesma época, recebeu concessões para implantar retransmissoras em municípios do interior do Amapá, porém, elas nunca chegaram a entrar no ar.
A TV Equatorial retransmitiu a programação da Manchete no Amapá desde o início de sua fase áurea, até os eventos que culminaram em sua falência em 10 de maio de 1999. A emissora acompanhou o processo de transição para uma nova rede, retransmitindo a programação provisória da TV!, e em 15 de novembro, tornou-se uma das primeiras afiliadas da RedeTV!. Em 2000, a emissora perdeu a sua afiliação para a TV Tucuju, devido ao baixo investimento em programação local, e passa a transmitir a programação da Rede Mulher. Em 27 de setembro de 2007, com o surgimento da Record News, que substituiu a antiga rede, a TV Equatorial torna-se uma de suas primeiras afiliadas.
Com o fim das transmissões analógicas em Macapá, a TV Equatorial saiu do ar em 14 de agosto de 2018, e só retomou suas transmissões em 16 de janeiro de 2021, através do canal 14 UHF. Após dois dias exibindo apenas um slide com o seu logotipo, a emissora passou a transmitir a programação da TV Cultura em 18 de janeiro, uma vez que a Record News passou a ter sua programação exibida pela TV Marco Zero durante o período em que a emissora esteve fora do ar.

## Sinal digital
| Canal virtual | Canal digital | Resolução de tela | Programação                                         |
| ------------- | ------------- | ----------------- | --------------------------------------------------- |
| 14.1          | 14 UHF        | 1080i             | Programação principal da TV Equatorial / TV Cultura |

Transição para o sinal digital
Em 25 de junho de 2015, por intermédio da portaria nº 1.401, a TV Equatorial ganhou a concessão do canal 14 UHF para operar suas transmissões digitais. Contudo, a emissora não conseguiu realizar a transição antes do apagão analógico, que pelo cronograma oficial da ANATEL estava marcado para 14 de agosto de 2018. Na data prevista, a TV Equatorial, bem como as outras emissoras de Macapá, cessou suas transmissões pelo canal 8 VHF, ficando fora do ar até 16 de janeiro de 2021, quando enfim o sinal digital foi ativado.

## Programas
Historicamente, a TV Equatorial fez poucos investimentos em programação local, em contraste com as suas concorrentes. Em seus primeiros anos no ar, a emissora exibia durante os intervalos da programação o boletim jornalístico Equatorial Cidade, com reportagens e entrevistas sobre fatos do cotidiano de Macapá. A emissora mantinha apenas uma equipe de reportagem para produzir material, e geralmente era o repórter quem preparava a pauta e realizava a matéria, pois a emissora não tinha redatores. O Jornal Equatorial era o único telejornal da emissora, na época com cerca de 10 minutos de duração.
Segundo o jornalista Édi Ribeiro, que trabalhou como repórter na emissora durante um mês em 1985, a TV Equatorial não evoluía tecnicamente por falta de vontade do seu proprietário, Zelito. Naquele ano, a emissora foi a primeira a adquirir um equipamento de teleprompter, que permitiria ao âncora do telejornal ler as notícias sem tirar os olhos da câmera. Porém, Zelito nunca permitiu a instalação do equipamento porque, segundo Édi, ele acreditava que o âncora deveria decorar o texto.
A emissora manteve-se durante anos apenas com o Jornal Equatorial e o Equatorial Cidade preenchendo a programação. Nos espaços em que não havia programação local ou anunciantes nos intervalos, eram sempre exibidos videoclipes de músicas tocadas por uma das rádios do grupo, a Equatorial FM. Em 1999, juntamente com a falência da Rede Manchete, a emissora desativou seu departamento de jornalismo, voltando a opera-lo em intervalos irregulares de tempo nos anos seguintes, apenas com a produção do boletim Equatorial Cidade, e usando a mesma estrutura precária de apenas um repórter e um cinegrafista para produzir todas as reportagens.
A única atração de entretenimento conhecida da emissora é o Programa Carlos Santos, programa de auditório independente produzido em Belém, Pará e exibido em diversas emissoras do Norte e do Nordeste durante a década de 2000. Na TV Equatorial, o programa foi exibido de 2001 até 2010, quando saiu do ar após o apresentador Carlos Santos se candidatar a deputado estadual nas eleições daquele ano.
Atualmente, a emissora não gera programas locais, exibindo apenas publicidade local e a programação nacional da TV Cultura.